# 长苞无柱兰
长苞无柱兰（学名：Amitostigma farreri）是兰科无柱兰属的植物，是中国的特有植物。分布于中国大陆的西藏、云南等地，生长于海拔3,600米至4,200米的地区，见于山坡草地，目前尚未由人工引种栽培。

## 别名
滇藏无柱兰（西藏植物志）